# Shunichi Nakajima
Shunichi Nakajima (中島 俊一 Nakajima Shunichi?, nacido el 16 de junio de 1982 en Gunma) es un exfutbolista japonés. Jugaba de centrocampista y su último club fue el Mito HollyHock de Japón.

## Trayectoria

### Clubes
| Club                 | País  | Año         |
| -------------------- | ----- | ----------- |
| Nagoya Grampus Eight | Japón | 2005 - 2007 |
| FC Ryukyu            | Japón | 2008        |
| Mito HollyHock       | Japón | 2009        |